# Tom Sneddon
Thomas Sneddon (ur. 12 sierpnia 1912 w Livingston, zm. 11 grudnia 1972) – szkocki piłkarz, a także trener.

## Kariera piłkarska
W trakcie kariery Sneddon reprezentował barwy zespołów Queen of the South oraz Rochdale.

## Kariera trenerska
W latach 1947–1948 Sneddon był trenerem czechosłowackiego ŠK Bratysława. W 1948 roku na jeden mecz został selekcjonerem reprezentacji Holandii. Było to zremisowane 1:1 towarzyskie spotkanie z Belgią, rozegrane 21 listopada 1948.
Następnie w latach 1954–1956 był selekcjonerem reprezentacji Hongkongu, pierwszym po włączeniu tego państwa do struktur FIFA. W 1954 roku poprowadził go na Igrzyskach Azjatyckich, z których Hongkong odpadł po fazie grupowej.

## Źródła
- Profil na eu-football.info (ang.)